# Gare de Charmes (Vosges)
Gare de Charmes vasútállomás Franciaországban, Charmes településen.

## Vasútvonalak
Az állomást az alábbi vasútvonalak érintik:
- Blainville-Damelevières–Lure-vasútvonal

## Kapcsolódó állomások
A vasútállomáshoz az alábbi állomások vannak a legközelebb:
- Gare de Bayon
- Gare de Châtel - Nomexy
- Gare de Vincey